# Lerista allochira
Lerista allochira — вид сцинкоподібних ящірок родини сцинкових (Scincidae). Ендемік Австралії.

## Поширення і екологія
Lerista allochira мешкають на Північно-Західному півострові у Західній Австралії. Вони живуть на кам'янистих плато та в тріщинах серед вапнякових скель. Віддають перевагу ділянкам, порослим рідкою рослинністю.